# الخطوط العريضة لعلم النفس
توفر الخطوط العريضة التالية لمحة عامة ودليل مواضيعي لعلم النفس.
علم النفس هو علم السلوك والعمليات العقلية. هدفه المباشر هو فهم الأفراد والجماعات من خلال وضع مبادئ عامة والبحث في حالات محددة.

## فروع علم النفس

### ميادين علم النفس

#### العلوم النفسية الأساسية
- علم النفس غير طبيعي
- علم النفس التطبيقي
- علم النفس الآسيوي
- علم الوراثة السلوكي
- علم النفس البيولوجي
- علم النفس الأسود
- علم النفس العصبي السريري
- علم النفس النقدي
- علم النفس المعرفي
- علم النفس المقارن
- علم نفس الحفاظ
- علم النفس الجنائي
- علم النفس الثقافي
- علم النفس التنموي
- علم النفس التمايزي
- علم النفس التطوري
- علم النفس التجريبي
- علم النفس التنموي الشرعي
- علم النفس الجماعي
- علم النفس الصحي
- علم النفس للسكان الأصليين
- علم النفس الرياضي
- علم النفس طبي
- علم النفس الموسيقى
- علم النفس العصبي
- علم ما وراء النفس
- علم النفس للأطفال
- علم النفس الشخصية
- علم النفس الإيجابي
- علم النفس الدوائي
- علم النفس الكمي
- علم النفس التأهيل
- علم النفس الاجتماعي
- علم نفس ماوراء الشخصي

#### مجالات أخرى حسب الموضوع
- الإقتصاد السلوكي
- علم النفس المرضي عند الطفل
- علم النفس النسوي
- الذكاء
- علم نفس ذكوري
- علم النفس الأخلاقي
- علم التربة
- علم النفس الحيوي
- القياس النفسي
- علم اللغة النفسي
- علم نفس الجماليات والإبداع والفنون
- علم نفس الأديان
- علم نفس العلوم
- علم نفس الذات
- علم نفس الأمراض
- علم الأدوية النفسية وتعاطي المخدرات
- علم الطبيعة النفسية
- الجنس وعلم النفس
- علم النفس السفر

### علم النفس التطبيقي
- تحليل السلوك التطبيقي
- علم النفس السريري
- علم النفس المجتمع
- علم النفس المستهلك
- علم النفس الإرشادي
- علم النفس البيئي
- علم النفس التربوي
- العوامل النفسية
- علم النفس الصناعي والتنظيمي
- علم النفس القانوني
- علم النفس الإعلامي
- علم النفس العسكري
- علم النفس المهني
- علم النفس السياسي
- مناعة عصبية نفسية
- علم النفس المدرسي
- علم النفس الرياضي
- علم النفس المرور

## المدارس النفسية
وأبرز المدارس هي.
- علم النفس التحليلي
- السلوكية (انظر أيضا سلوكية راديكالية )
- المدرسة المعرفية
- علم عمق النفس
- علم النفس الوصفي
- علم نفس الأنا
- علم النفس الوظيفي
- علم النفس الغشتلتي
- علم النفس الإنساني
- علم النفس الفردي
- التحليل النفسي
- البنيوية
- تحليل تفاعلي